# 류가타케정
류가타케정(일본어: 龍ヶ岳町)은 일본 구마모토현 아마쿠사군에 설치되었던 정이다. 현재의 가미아마쿠사시에 해당한다.
2004년 3월 31일에 가미아마쿠사군  오야노정, 마쓰시마정, 히메도정과 합병해 가미아마쿠사시가 되었다.

## 지리
아마쿠사 가미시마 남부에 위치해 있다. 

## 역사
- 1954년 7월 1일 - 3개의 촌이 합병해, 류가타케촌이 탄생하였다.
- 1959년 4월 1일 - 정으로 승격해, 류가타케정이 되었다.
- 2004년 3월 31일 - 가미아마쿠사군  오야노정, 마쓰시마정, 히메도정과 합병해 가미아마쿠사시가 성립하였다. 동일 류가타케정은 폐지되었다.

## 교통

### 도로
- 국도 266호선

## 참고 문헌
- 角川日本地名大辞典編纂委員会, 『角川日本地名大辞典 43 熊本県』1987, 角川書店